# میفاع (روستا)
 میفاع  به عربی ( المیفاع )، روستایی است در دهستان الطلح از توابع استان صَعده در کشور یمن در شبه جزیره عربستان.

## جمعیت
جمعیت آن (۵۰ ) نفر (۴ خانوار) می‌باشد.